# Bernardino José de Souza
Bernardino José de Souza (Cristinápolis, 08 de fevereiro de 1884 -  Rio de Janeiro, 11 de janeiro de 1949) foi um historiador, geógrafo, professor universitário e ministro de contas brasileiro.

## Biografia
Nascido em 1884 no Engenho Murta, propriedade situada em Vila Cristina, atual município de Cristinápolis, Bernardino José de Souza era filho de senhores de engenho sergipanos e bisneto do 2º Barão de Abadia.
Após realizar seus estudos iniciais em Sergipe, mudou-se para Salvador, capital da Bahia, onde se matriculou no Ginásio Carneiro Ribeiro. Em seguida, ingressou no curso de Direito em 1900 na Faculdade Livre de Direito da Bahia, atual Faculdade de Direito da Universidade Federal da Bahia, com apenas 16 anos, tendo se formado em 1904.
Foi professor de Direito Internacional Público na Faculdade Livre de Direito da Bahia entre 1906 a 1937. Também desempenhou funções docentes no ensino secundário da Bahia, tendo sido professor da cadeira de Geografia e História Universal e do Brasil no Ginásio Carneiro Ribeiro e, a partir de 1915, de História Universal no Ginásio Estadual da Bahia. 
Ocupou diversos cargos públicos como o Diretor da Faculdade Livre de Direito da Bahia, o Secretário Estadual de Justiça, durante a interventoria de Artur Neiva no Estado da Bahia, e o de Ministro do Tribunal de Contas da União (TCU), tendo sido Presidente do TCU entre 1946 a 1947.
Também foi membro e secretário perpétuo do Instituto Histórico e Geográfico da Bahia (IHGB) e membro da Academia de Letras da Bahia, sendo que nesta instituição foi o fundador da cadeira de nº 14.

## Obras
- Dicionário da Terra e da Gente do Brasil'. 4. ed. São Paulo: Companhia Editora Nacional, 1939.
- Pau Brasil na História Nacional. São Paulo: Companhia Editora Nacional, 1939.
- O ciclo do carro de bois no Brasil. São Paulo: Companhia Editora Nacional, 1958.